# クロスハンター
『クロスハンター』は、ゲームビレッジ（ネットビレッジ、現：fonfun）より発売されたゲームボーイカラー専用のロールプレイングゲームソフト。主人公や細部が異なる「モンスターハンターバージョン」、「トレジャーハンターバージョン」、「エックスハンターバージョン」の3バージョンが同時発売された。当時の『コミックボンボン』（講談社）誌上では主人公の職業や武器などに関するアンケート、敵キャラクターのアイディア募集などの読者参加型企画が行われたほか、本作のキャラクターデザインも務めたカイマコトによる漫画も連載された。
「世界初の3バージョン同時発売」を念頭に企画されたが、発売が2000年秋→同年冬→2001年春と延期を繰り返したため、GBCソフト『遊☆戯☆王デュエルモンスターズ4 最強決闘者戦記』（バトルオブグレイトデュエリスト）（2000年12月7日、3バージョン同時発売）に先を越されてしまった。

## ゲーム
「世界を平和に戻すため、魔王を倒す旅に出る」という、往年のRPGを彷彿とさせるストーリー。「ホライズン」と呼ばれる島を舞台に、1つの町を拠点にしながら島の各地のダンジョンに挑む。基本的な流れは「町に異変が起こる」→「ダンジョンのボスを倒して異変を止める」というもので、それらを繰り返しながら最後の敵である「魔王ザガン」に近付いていく。
戦闘システムはプレイヤーキャラクターである主人公がNPCの仲間「ペット」に指示を出しながら自身も戦闘に参加する形式となっている。
- 敵・味方ともに戦闘に参加できる最大キャラクター数は3体までで、味方側の主人公のみパーティーから外せず強制参加となる。
- 主人公の「おうぎ」はランダム発動のため、操作不可。
- 仲間のペットは「AIきりかえ」という大まかな指示をプレイヤーが選択することで、毎ターン自動で行動するシステムである。
- 敵モンスターは「シール」と呼ばれるアイテムで封印することが出来、封印後はモンスターの特技をペットに「ものまね」させることで使わせることが出来る。また、封印後のシールを「ごうせい」して強力なモンスターのシールに出来る（ボス敵はシールで封印できないため、「ごうせい」でシールを作るしかない）。
- 主人公のレベル上昇に伴い、店で買える商品の質が上昇していく。最終的には「でんせつのぼうぐ」のような最強装備が店で買えるようになる（何度でも買える）。

戦闘が終了してダンジョンマップ画面に戻ると、キャラクターが必ず正面を向いてしまう。また、壁に向かって進んでも「歩いた」と認識されるため、モンスターと遭遇する確率は通常移動時と変わらない。

## 漫画
本作のキャラクターデザインも務めたカイマコトにより、講談社の『コミックボンボン』2000年8月号から2001年10月号まで連載された。
「世界を侵略した悪の軍隊を倒す」という、ゲームとまったく異なるストーリーが展開する。連載途中からキャラクターの容姿や頭身が変わり、作品内での雰囲気も序盤がシビアな世界観と相反するコミカルな作風だったが、中盤以降からシリアスなものになり、バイオレンス描写も増えた。後期になるとスクリーントーンがほとんど使われなくなるなど、ビジュアル面での細かな変更が目立った。単行本化はされていない。
主人公の使う「月影流格闘術」のスタイルは素手だが、中盤から本来のスタイルは剣を使用したものであるという設定が追加されていた。
この漫画版はあからさまな盗作が指摘されている。作中に『ドラゴンボール』などで演出されたシーンをキャラクターだけ変えて全く同じに表現する箇所が多数あり、明らかな盗作が指摘された。
最終話では「第一部完」と表記されており、続編を意識した終わり方となっているが本作の第二部が連載されることはなく掲載誌が2007年12月号で休刊している。

### 漫画版の登場人物

#### 主要人物
シロー
本作品の主人公であり、ハンター。ゲーム版「モンスターハンターバージョン」の主人公。
月影流格闘術の使い手。物語冒頭で、生まれ育った村を敵軍・黒士軍に滅ぼされている。
明るく純粋な性格で、正義感が強い。当初は素手による戦闘を主としていたが、中盤からは剣を使用するようになる。怒り等でクロスエナジーを開放すると髪の毛が逆立ち、オーラが出る「怒れ人」状態になり、戦闘能力が大幅に上昇する（この姿を見た敵からは「クロスハンター」と言われている。また、ロープ曰く「殺人マシン」）。連載当初はすぐ人を殴るなどお子様そのもののキャラクターだったが、後に頭身が上がり、精神年齢も高くなった。
ロープ
無口でクールなナイフ使い。物語中盤に登場し、以後シローの協力者となる。ゲーム版「トレジャーハンターバージョン」の主人公。
かなりの美形で、女性からもてるのだが本人は異性に免疫がなく、すぐ照れてしまう。レイリアの正体を見抜くなど洞察力に優れる。黒士軍で特殊部隊隊長として活動していたという過去を持つ。
ヒューガ
魔王ザガンに故郷の星を滅ぼされた異星人。後半に登場し、シロー達の協力者となる。ゲーム版「エックスハンターバージョン」の主人公。
温厚な性格で言葉使いは丁寧。自身が設計・開発したロボット・ブルーナイトを操作して戦う。両親をザガンの侵略戦争で失った過去を持つ。
レイリア
物語前半から登場する美少女。家族や町民を人質に取られ、黒士軍にスパイ活動を強要されていた。当初は町を開放するためにシローを騙して黒士軍に引き渡そうとしていたが、結局祖父を黒士軍に殺され、以後はシロー達の協力者となる。
登場時は柔らかい栗毛のショートカット、クールで落ち着いた性格と大人びたキャラクターとして描かれていたが、シロー達の仲間になって以降は性格・容姿共に快活で子供っぽくなった。運動神経はシローやロープには及ばないもののかなり良い様子。

#### 黒士軍（魔王ザガン軍）
サーマン大佐
「力が全て」という世界を創るために侵略戦争を開始した悪の軍隊・黒士軍の大佐。「赤い目の死神」と呼ばれ、「ブラックハリケーン軍団」を率いる冷酷な人物。真っ赤なマントと眼鏡を愛用している。物語序盤でシローの父・ガンテツと闘う。黒の砦での決戦では「怒り人」化したシローの月影流奥義「神龍斬拳」により敗れ、撤退する。裏月影流格闘術の使い手であり、「コインにも表と裏があるように月影流にも裏と表がある」と意味不明な言葉を吐く。
ナマズのジョー
黒士軍の軍曹で、地方支部を任されている。語尾は「〜だがや」。「レストランふ〜ふ〜」に押しかけ店主のじーさんに料理を注文するが、じーさんのふざけた態度に腹を立て、飼い猫のミミーを拳銃で撃つが、怒ったシローに顔面を殴られる。その後地方支部でレストランを潰そうと計画を立てるが、追いかけてきたシローに部下を半数も倒され、さらに黒士軍のロボット兵鉄人君を呼びシローを倒そうとするも、あっさり破壊され計画が終わってしまい、地方支部を潰される。最後に残った部下達と一緒に逃げようとするが、シローの後をつけてきたじーさんにミミーの仕返しとして、フライパンで殴られた。
鉄人君
ナマズのジョーがシローを倒すために呼んだ黒士軍最強のロボット兵。左腕のキャノン砲でシローに不意打ちを食らわせるが、シローに追い詰められ、月影流奥義「十字滅殺拳」を食らい、破壊された。
ホイコーロー
サーマン率いる「ブラックハリケーン軍団」の三巨頭の一人で、「闇の料理人」と呼ばれる。チャイナ服を纏った長髪の老人。フライパンや包丁を武器にして戦うお料理鉄人拳の使い手。必殺技は「フライパンアタック」。語尾は「アル」。反旗を翻したニッケの兄イズナを葬るが、シローの月影流奥義「猛虎爆砕拳」によって倒される。
疾風の紅
物語終盤に敵として登場する、魔王軍暗殺部隊三人衆の一人である美人剣士。巨乳で黒髪をポニーテールに縛っている。日本刀を武器に戦う。女性とは言え相当な剣の手練れであり、その腕前はロープに匹敵する。淑やかさと芯の強さを併せ持つ大和撫子タイプ。黒士軍時代のロープを知っている。

#### その他の人物
じーさん
シローが最初に立ち寄る町・ラムスタウンで「レストランふ〜ふ〜」を経営する老人。料理の腕前は最悪。人の話を聞かない、自分が描いた幼児の落書き同然の地図を高値で売りつけようとするなど性格にも難がある。無理矢理シローの黒士軍基地攻撃に同行するが、運転手と捕虜解放以外には役に立たなかった。ミミーという猫を飼っている。本名は不明。
ニッケ、ハル、タロー
ラムスタウンに住む子供たち。3人で黒士軍に対抗するためラムス防衛隊を結成していたが、所詮は子供のお遊びの域だった。無理矢理シローに同行するが、大体において足手まといになる。「天才少年ニッケ君」「力持ちのタローちゃん」「美少女戦士はるちゃん」という妙なコードネームで互いを呼び合っている。ニッケは眼鏡をかけた礼儀正しい少年。タローとハルちゃんの詳細は不明。
ニッケのみ、しばらくの間シロー達の旅に同行していた。
イズナ
黒士軍に捕まって改造されたニッケの兄。容姿端麗・頭脳明晰・運動神経抜群に加えて人柄も良いという完璧な人物で、ニッケからも尊敬されていた。改造後は感情のない兵器（バーサーカー）と化すが、ニッケの呼びかけにより目を覚まし、ホイコーローに襲い掛かるも、返り討ちに遭う。死ぬ間際にシローに礼を言い、ニッケに励ましの言葉を遺した。

## 攻略本
- クロスハンター公式ガイドブック ISBN 9784757704565（エンターブレイン、2001年4月28日発売）[5]